# Franciszek Kozera
Franciszek Kozera (ur. 2 listopada 1912 w Marszowicach, zm. 12 listopada 1992 w Gdyni) – oficer Wojska Polskiego i Armii Krajowej, uczestnik kampanii wrześniowej 1939, dyrektor Stowarzyszenia Prywatnych Właścicieli Nieruchomości w Gdyni, kawaler orderu Virtuti Militari.

## Życiorys

### Młodość
Urodził się 2 listopada 1912 roku w podkrakowskich Marszowicach w rodzinie rolniczej. Po ukończeniu gimnazjum w Dąbrowie Górniczej w wieku 19 lat przybył do Gdyni, gdzie wstąpił do Męskiego Gimnazjum Towarzystwa Szkoły Średniej, gdzie zdał maturę w 1934. W tym samym roku otrzymał powołanie do służby wojskowej. W 1936 roku ukończył Dywizyjny Kurs Podchorążych Rezerwy 16 DP przy 65 Starogardzkim Pułku Piechoty w Grudziądzu. Następnie pracował w porcie jako liczmen w Firmie Kontrolnej Guziewicza, a później w biurze celnym w Gdyni do połowy 1939. Jednocześnie studiował prawo na Uniwersytecie Poznańskim. Na stopień podporucznika został mianowany ze starszeństwem z 1 stycznia 1938 i 1599. lokatą w korpusie oficerów rezerwy piechoty.

### II wojna światowa
W sierpniu 1939 otrzymał przydział mobilizacyjny do 66 pułku piechoty w podgrupie Radom. Raniony w bitwie pod Cześnikami we wrześniu 1939 stracił oko. Przebywając w szpitalu w Hrubieszowie 5 października dostał się wraz z innymi rannymi do niewoli sowieckiej, przebywał w obozie w Szepetówce, skąd trafił do szpitala we Lwowie. Przy pomocy lekarza zbiegł ze szpitala wraz z napotkanym tam znajomym z Urzędu Celnego inż. Gracą. Od wiosny 1940 roku komendant Placówki „Lilia” Związku Walki Zbrojnej oraz dowódca 500-osobowego oddziału partyzanckiego działającego w okolicach wsi Luborzyca. Przeprowadził liczne akcje partyzanckie. W kwietniu 1944 roku został oddelegowany przez Inspektora Miechowskiego Armii Krajowej do Batalionów Chłopskich. Zastępca Inspektora Miechowskiego Batalionów Chłopskich „Chata” oraz współredaktor pisma „Odwet”. Dowodził oddziałem specjalnym BCh, który 26 lipca 1944 przeprowadził akcję na posterunek policji w Kocmyrzowie. Jednocześnie dokonał też udanego ataku na posterunek w Luborzycy, w Koszycach rozbroił załogę niemiecką, prowadzącą budowę lotniska. 27 lipca partyzanci zlikwidowali ostatni punkt oporu niemieckiego w Kazimierzy Wielkiej, składający się z ukraińskich faszystów i Wehrmachtu, przyczyniając się tym samym do powstania niepodległej partyzanckiej enklawy, Republiki Pińczowskiej o obszarze 1000 km².
Członek komisji śledczej, którą powołano 25 września 1944 roku w sprawie wyjaśnienia zamachu na Szymona Dudka. Od 1944 roku dowódca dywizjonu 8 pułku ułanów AKKrakowskiej Brygady Kawalerii Zmotoryzowanej, sformowanej na terenie Okręgu Krakowskiego AK zgodnie z planem Odtwarzania Sił Zbrojnych.
W chwili zakończenia wojny miał stopień majora.

### Lata powojenne
Od czerwca 1945 mieszkał w Gdyni przy ul. Tatrzańskiej 77, pracował najpierw w Tymczasowym Zarządzie Państwowym, następnie w Urzędzie Celnym, skąd został w 1953 usunięty za sprawą UB. W 1957 zrehabilitowany, podjął pracę w Zrzeszeniu Prywatnych Właścicieli Nieruchomości, z czasem obejmując stanowisko dyrektora. Na emeryturze działał społecznie w Związku Inwalidów Wojennych.

## Ordery i odznaczenia
- Krzyż Walecznych
- Krzyż Srebrny Orderu Virtuti Militari
- Krzyż Partyzancki (dwukrotnie)
- Krzyż Kawalerski Orderu Odrodzenia Polski